# Mutsuo Takahashi
'Mutsuo Takahashi (高橋 睦郎; Takahashi Mutsuo; nascido em 15 de dezembro de 1937) é um dos mais proeminentes e prolíficos poetas, ensaístas e escritores do Japão contemporâneo, com mais de três dezenas de coleções de poesia, diversas obras de prosa, dezenas de livros de ensaios e vários prêmios literários importantes em seu nome. Ele é bem conhecido por seus escritos abertos sobre o homoerotismo masculino. Atualmente ele mora na cidade litorânea de Zushi, vários quilômetros ao sul de Yokohama, no Japão.

## Juventude
Nascido em 1937 na ilha rural de Kyushu, no sul do país, Takahashi passou seus primeiros anos morando no interior do Japão. Como Takahashi descreve em suas memórias Twelve Views from the Distance (十二の遠景, Jū-ni no enkei) publicadas em 1970, seu pai, operário de uma fábrica de metal, morreu de pneumonia quando Takahashi tinha cento e cinco dias de idade, deixando sua mãe sozinha no mundo. Aproveitando as oportunidades apresentadas pelo império japonês em expansão, ela deixou Takahashi e suas irmãs com os avós na cidade rural de Nōgata e foi para Tientsin, na China continental, para ficar com um amante.
Devido à pobreza de seus avós, Takahashi passou muito tempo com parentes e outros vizinhos. Especialmente importante para ele durante esse período foi um tio que serviu como figura fundamental no desenvolvimento de Takahashi, servindo como modelo masculino. Mais uma vez, porém, o destino histórico interveio, e o tio, que Takahashi mais tarde descreveu em muitos dos primeiros poemas, foi enviado para a Campanha da Birmânia, onde morreu de doença.
Depois que a mãe de Takahashi voltou do continente, eles foram morar no porto de Moji, no momento em que os ataques aéreos das potências aliadas se intensificavam. As memórias de Takahashi descrevem que embora ele odiasse a guerra, a Segunda Guerra Mundial proporcionou um circo caótico e assustador para seus colegas de classe, que ficavam boquiabertos com os destroços dos B-29 acidentados e assistiam aos navios explodirem no mar, destruídos por minas navais. Quando a guerra terminou, ele sentiu uma grande sensação de alívio.
Em suas memórias e entrevistas, Takahashi mencionou que no tempo que passou com seus colegas de escola, ele se tornou cada vez mais consciente de sua própria atração sexual por homens. Isso se tornou um assunto comum no primeiro livro de poesia que publicou em 1959.

## Escrita inicial
Após um ataque de tuberculose, Takahashi formou-se na Universidade de Educação de Fukuoka e, em 1962, mudou-se para Tóquio. Durante muitos anos trabalhou numa empresa de publicidade, mas entretanto escreveu muita poesia. Seu primeiro livro a receber atenção nacional foi Rose Tree, Fake Lovers (薔薇の木･にせの恋人たち, Bara no ki, nise no koibito-tachi), uma antologia publicada em 1964 que descreve o amor erótico entre homens de forma ousada e direta. linguagem. Uma crítica elogiosa do crítico Jun Etō apareceu no jornal diário Asahi shimbun com a fotografia de Takahashi - um exemplo incomum de fotografia de um poeta incluída na pesquisa de literatura do jornal.
Mais ou menos na mesma época, Takahashi enviou a coleção ao romancista Yukio Mishima, que o contatou e se ofereceu para usar seu nome para ajudar a promover o trabalho de Takahashi. Os dois compartilharam um relacionamento próximo e uma amizade que durou até o suicídio de Mishima em 1970. Outros amigos íntimos que Takahashi fez nessa época incluem Tatsuhiko Shibusawa, que traduziu o Marquês de Sade para o japonês, o poeta surreal Chimako Tada, que compartilhou o interesse de Takahashi pela Grécia clássica, o poeta Shigeo Washisu que também se interessou pelos clássicos e pelas ramificações existenciais do homoerotismo. Com os dois últimos escritores, Takahashi cooperou para criar o jornal literário The Symposium (饗宴, Kyōen) em homenagem ao famoso diálogo de Platão. Este interesse pelo erotismo e pelo existencialismo reflete uma tendência existencial mais ampla na literatura e na cultura do Japão durante as décadas de 1960 e 1970.
O homoerotismo permaneceu um tema importante em sua poesia escrita em verso livre durante a década de 1970, incluindo o longo poema Ode (頌, Homeuta), que o editor Winston Leyland chamou de "o grande poema gay do século XX". Muitos desses primeiros trabalhos foram traduzidos para o inglês por Hiroaki Sato e reimpressos na coleção Partings at Dawn: An Anthology of Japanese Gay Literature.
Mais ou menos na mesma época, Takahashi começou a escrever prosa. Em 1970, ele publicou Twelve Views from the Distance sobre sua infância e a novela The Sacred Promontory (聖なる岬, Sei naru misaki) sobre seu próprio despertar erótico. Em 1972, ele escreveu A Legend of a Holy Place (聖所伝説, Seisho densetsu), uma novela surrealista inspirada em suas próprias experiências em uma viagem de quarenta dias à cidade de Nova Iorque, durante a qual Donald Richie o conduziu pelos pontos gays do cidade. Em 1974, ele lançou Zen’s Pilgrimage of Virtue (善の遍歴, Zen no henreki), uma reformulação homoerótica e muitas vezes extremamente humorística de uma lenda de Sudhana encontrada no clássico budista Avatamsaka Sutra. Em 1975, a Chicago Review Press publicou Poems of a Penisist (traduzido por Hiroaki Sato).

## Carreira literária posterior
Por volta de 1975, a escrita de Takahashi começou a explorar uma gama mais ampla de temas, como o destino da humanidade, as viagens de Takahashi a muitas nações ao redor do mundo e as relações no mundo moderno. Foi com essa ampliação de temas que a poesia de Takahashi começou a conquistar um público cada vez mais amplo.
Tal como acontece com seus primeiros escritos, os escritos posteriores de Takahashi mostram um alto grau de erudição, incluindo um conhecimento profundo da história da literatura e da arte mundial. Na verdade, muitas de suas coleções publicadas a partir da década de 1980 incluem poemas dedicados a ou sobre autores importantes ao redor do mundo, incluindo Jorge Luis Borges, Jean Genet, Ezra Pound e Chimako Tada - cada uma uma homenagem a um importante antecessor literário. Por exemplo, em 2010, Takahashi também produziu um pequeno livro de poemas para acompanhar uma exposição de 2010 da obra do artista americano Joseph Cornell.
Embora Takahashi tenha sido mais visivelmente ativo no domínio da poesia em verso livre, ele também escreveu versos tradicionais japoneses (poesia tanka e haiku), romances, peças de Nō e Kyōgen, reelaborações de dramas gregos antigos e poesia épica, muitas obras de crítica literária e um libreto para uma ópera do compositor japonês contemporâneo Akira Miyoshi.
Desde a ampliação dos temas de Takahashi na década de 1970 e sua aposentadoria da agência de publicidade na década de 1980, o ritmo de sua publicação aumentou. Ele recebeu vários prêmios literários importantes no Japão, como o Prêmio Rekitei, o Prêmio Literário Yomiuri, o Prêmio Takami Jun, o Prêmio Hanatsubaki de Poesia Moderna e o Prêmio Shika Bungakukan e, em 2000, ganhou o prestigioso prêmio Kunshō por suas contribuições à literatura japonesa moderna.
Takahashi vive atualmente na cidade litorânea de Zushi, a dez quilômetros de Yokohama. Seus poemas foram traduzidos para idiomas tão diversos como chinês, norueguês, espanhol e africâner. Ele frequentemente da leituras e palestras em todo o mundo.

### Poemas online
- Traduções de cinco poemas de Takahashi por Jeffrey Angles.
- Tradução do poema "Myself with Motorcycle" de Hiroaki Sato. (Clique no título cinza em japonês para ver o texto original em japonês.)

### Trechos do livro de memóriasTwelve Views from the Distance
- On Mother's Back
- Communities Outside the World
- Skies of Blood
- Spirited Away

### Artigos
- Artigo na GLBTQ, uma enciclopédia online da cultura gay sobre algumas das primeiras literaturas homoeróticas de Takahashi.
- Comentários sobre a tradução de Takahashi de Hiroaki Sato.